# حوزه انتخابیه مشکین‌شهر
حوزهٔ انتخابیه مشکین‌شهر یکی از حوزه‌های استان اردبیل برای انتخابات مجلس شورای اسلامی است. این حوزه به مرکزیت مشکین‌شهر، یک نماینده دارد.

## نمایندگان
دوره‌های اول تا چهارم: احمد همتی مشگینی
دورهٔ پنجم: محمود نوری‌زاده
دورهٔ ششم: خلیل آقایی
دوره هفتم: ولی ملکی
دوره هشتم و نهم: یونس اسدی
دورهٔ دهم: ولی ملکی
دورهٔ یازدهم: محمود عباس‌زاده
دورهٔ دوازدهم: بابک رضازاده